# ماريا لو هاردوين
ماريا لو هاردوين بالميلاد سابين دوتورن، ولدت في 1912 بجنيف في سويسرا وتوفت في 24 مايو 1967. وهي كاتبة وحصلت على جائزة فيمينا الأدبية عام 1949.